# Рубка леса (рассказ)
«Ру́бка ле́са. Расска́з ю́нкера» — рассказ Льва Толстого, повествующий об одном дне артиллерийского взвода во время Кавказской войны. Входит в кавказский цикл писателя. Написан в 1853—55 годах, впервые опубликован в 1855 году в журнале «Современник».

## История
Рассказ был начат летом 1853 года во время службы на Кавказе (первоначально назывался «Записки кавказского офицера», «Дневник кавказского офицера», затем «Рубка леса» и «Записки фейерверкера»). Продолжена и закончена работа над рассказом уже в Севастополе в мае — июне 1855 года. Толстой решил посвятить новый рассказ И. С. Тургеневу, заметив в нём «много невольного подражания» тургеневским рассказам.
Рассказ опубликован в журнале «Современник» (1855, № 9) с подписью «Л. Н. Т.» и с посвящением И. С. Тургеневу. Тургенев, до этого лично не знакомый с автором, написал ему письмо, где выражал благодарность за посвящение: «Ничего ещё во всей моей литературной карьере так не польстило моему самолюбию».

## Сюжет
Действие происходит в 1850-е годы в Чечне во время Кавказской войны. Рассказ ведётся от лица юнкера, командующего взводом артиллерийской батареи.
В один из февральских дней взвод юнкера назначается на «рубку леса» — для сопровождения и прикрытия солдат, которые будут рубить на дрова лес вблизи неприятеля. Ночью колонна выступает и приходит в лес. Рассказчик даёт характеристику солдатам своего взвода (Веленчук, фейерверкер Максимов, бомбардир Антонов, ездовой Чикин, самый старший солдат Жданов и молодой «рекрутик», впервые бывший в походе). Он также предлагает свою классификацию русских солдат:
В России есть три преобладающие типа солдат, под которые подходят солдаты всех войск: кавказских, армейских, гвардейских, пехотных, кавалерийских, артиллерийских и т. д. Главные эти типы, со многими подразделениями и соединениями, следующие:
1) Покорных.
2) Начальствующих и
3) Отчаянных.

Покорные подразделяются на а) покорных хладнокровных, b) покорных пьющих и c) покорных хлопотливых. Начальствующие подразделяются на а) начальствующих суровых и b) начальствующих политичных. Отчаянные подразделяются на а) отчаянных забавников и b) отчаянных развратных.
Артиллеристы сидят у костра, балагур Чикин рассказывает смешные истории. На рассвете за лесной поляной появляются горцы и начинают стрелять, юнкер приказывает выстрелить по ним из орудия и они отступают. Юнкер беседует с ротным командиром Болховым, который выражает своё разочарование службой на Кавказе. Затем неприятель возвращается и ставит на краю поляны два орудия, время от времени обстреливая рубщиков леса. Тяжело ранят Веленчука, которого увозят на повозке.
К вечеру рубка заканчивается, колонна уходит, однако взводу и одному пехотному батальону приказано остаться до завтра. Юнкер беседует с офицерами, затем возвращается к своему взводу и наблюдает за солдатами. Сообщают, что Веленчук умер. Солдаты разговаривают у костра, Антонов поёт «Берёзушку».

## Отзывы
Н. А. Некрасов сообщал Толстому 2 сентября 1855 года:
Моё мнение об этой вещи такое: формою она точно напоминает Тургенева, но этим и оканчивается сходство: все остальное принадлежит Вам и никем, кроме Вас, не могло бы быть написано. В этом очерке множество удивительно метких заметок, и весь он нов, интересен и делен. Не пренебрегайте подобными очерками; о солдате ведь наша литература доныне ничего не сказала, кроме пошлости. Вы только начинаете, и в какой бы форме ни высказали Вы все, что знаете об этом предмете,— все это будет в высшей степени интересно и полезно.

## Аудиопостановки
- Л. Толстой. «Рубка леса» (Цикл/Серия: Аудиособрание сочинений. Том 4) — читает Вячеслав Герасимов. Студия АРДИС, 2003.[4]